# Mystical Fighter
Mystical Fighter (Maō Renjishi en japonais) est un jeu vidéo de type beat them all sorti en 1991 sur Mega Drive. Le jeu a été développé par DreamWorks et édité par Taito.
L'histoire, les décors et les personnages sont basés sur la mythologie japonaise.